# Монеты нацистской Германии
Монеты нацистской Германии выпускались с 1933 по 1945 год и номинировались в рейхсмарках. К ним также относят выпущенные по прежним стандартам монеты во время оккупации Германии союзниками с 1945 по 1948 год.
Условно можно выделить 3 серии монет нацистской Германии. Так как официально устройство Германии в 1933 году не изменилось, Гитлер стал главой правительства как лидер победившей на выборах Национал-социалистической немецкой рабочей партии, то все деньги Веймарской республики сохраняли статус законного платёжного средства. В первые годы существования нацистской Германии монеты для оборота чеканили такими же, как и до прихода национал-социалистов к власти. Событиями, которые обусловили выпуск новых монетных типов, стали распоряжения Гитлера от 5 ноября 1935 года и 7 марта 1936 года. Согласно им, герб времён Веймарской республики был заменён на свастику, окружённую дубовым венком. На дубовом венке располагался орёл с повёрнутой вправо головой и распростёртыми крыльями. После 1936 года на реверсе монет нацистской Германии стали изображать новую государственную эмблему.
Война затронула все отрасли народного хозяйства нацистской Германии. Процесс не обошёл стороной и монетные дворы. Учитывая нехватку месторождений никеля, а также его необходимость для военных нужд, монетным дворам ещё в 1935 году было поручено подготовить соответствующие технологии для быстрой массовой замены никелевых монет на аналоги из других металлов. С началом Второй мировой войны стали выпускать подверженные быстрой порче монеты из цинка и алюминия. Использовавшиеся до начала войны монетные типы из неблагородных металлов постепенно изымались из обихода, а серебряные были вообще демонетизированы, то есть перестали выполнять роль законного платёжного средства.

## Монетные типы Веймарской республики
Хоть современная историография выделяет Веймарскую республику (1919—1933) и нацистскую Германию (1933—1945), начало существования которого датируется годом прихода Гитлера к власти, официально политический режим Германии в 1933 году не изменился. Новый канцлер стал главой правительства как лидер победившей на выборах партии. Все деньги Веймарской республики сохраняли статус законного платёжного средства. В первые годы существования нацистской Германии монеты для оборота чеканили такими же, как и до прихода национал-социалистов к власти (см. таблицу).
Кроме указанных в таблице номиналов, в государстве к оплате продолжали принимать следующие монеты, чеканка которых была уже прекращена:
- рентные пфенниги,
- медные монеты достоинством в 4 пфеннига (до 01.10.1933),
- серебряные монеты в 1 (до 01.04.1937), 2 (до 01.01.1940), 3 (до 01.10.1934) и 5 (до 01.04.1937) марок[3].

Также законным платёжным средством до 1 марта 1942 года оставались 1 и 2 пфеннига Германской империи, которые были идентичны по составу, диаметру и весу аналогичным монетам Веймарской республики. Кроме этого, золотые 10 и 20 марок выпусков 1871—1915 годов, хоть и не использовались в обороте по причине превышения стоимости содержащегося в них металла по отношению к номинальной, официально были демонетизированы лишь в 1938 году.
Монетные типы Веймарской республики были демонетизированы, то есть утратили статус законного платёжного средства, в 40-х годах XX столетия, а именно: 1 и 2 пфеннига — 1 марта 1942 года, 50 пфеннигов — 1 августа 1940 года. 5 и 10 пфеннигов оставались в обороте и после 1945 года.
| Аверс | Реверс | Номинал      | Диаметр, мм | Вес, г | Гурт        | Металл                     | Годы чеканки    | Тираж                  | Демонетизация                                                                                        |
| ----- | ------ | ------------ | ----------- | ------ | ----------- | -------------------------- | --------------- | ---------------------- | --- |
|       |        | 1 пфенниг    | 17,5        | 2,0    | гладкий     | 0,950 Cu, 0,04 Sn, 0,01 Zn | 1933—1936       | Суммарно — 290 302 167 | 01.03.1942                                                                                           |
|       |        | 2 пфеннига   | 20          | 3,333  | гладкий     | 0,950 Cu, 0,04 Sn, 0,01 Zn | 1936            | Суммарно — 13 417 795  | 01.03.1942                                                                                           |
|       |        | 5 пфеннигов  | 18          | 2,5    | 84 насечки  | 0,915 Cu, 0,085 Al         | 1935—1936       | Суммарно — 98 362 342  | Саар — 15.01.1948 ФРГ — 1.09.1948 Западный Берлин — 20.03.1949 ГДР — 03.04.1949 Австрия — 01.10.1950 |
|       |        | 10 пфеннигов | 21          | 4      | 90 насечек  | 0,915 Cu, 0,085 Al         | 1933—1936       | Суммарно — 124 628 693 | Саар — 15.01.1948 ФРГ — 1.09.1949 Западный Берлин — 20.03.1949 ГДР — 03.04.1949 Австрия — 01.02.1949 |
|       |        | 50 пфеннигов | 20          | 3,5    | 126 насечек | Ni                         | 1933, 1935—1938 | Суммарно — 46 469 708  | 01.08.1940                                                                                           |

## Довоенные монеты
Выпуск новых монетных типов был начат в соответствии с распоряжениями Гитлера от 5 ноября 1935 года и 7 марта 1936 года. Согласно им, герб времён Веймарской республики был заменён на свастику, окружённую дубовым венком. На дубовом венке располагался орёл с повёрнутой вправо головой и распростёртыми крыльями. После 1936 года на реверсе монет нацистской Германии стали изображать новую государственную эмблему. Исключением стала никелевая монета номиналом в 1 марку, которая осталась неизменной вплоть до окончания её выпуска в 1939 году.
Первой курсовой монетой, которая была заменена после прихода Гитлера к власти, стала 1 марка. Ранее чеканившуюся из сплава серебра и меди, с 1933 года её стали выпускать из никеля.
С появлением нового государственного герба в 1936 году начался процесс замены монетных типов Веймарской республики на новые, содержавшие на реверсе имперского орла со свастикой. Процесс проходил постепенно. В 1936 году появились новые 1, 2, 5 и 10 пфеннигов, в 1938-м — 50 пфеннигов. Также на 2 и 5 марках с изображением Гинденбурга в 1936 году появился новый государственный символ. Замены избежала лишь 1 марка.
Особняком стоит монета 1935 года номиналом 50 пфеннигов из алюминия, отчеканенная тиражом более 140 млн экземпляров. К ожидаемой войне готовились все отрасли народного хозяйства нацистской Германии. Процесс коснулся и монетных дворов. Учитывая нехватку месторождений никеля, а также его необходимость для военных нужд, монетным дворам было поручено подготовить соответствующие технологии для быстрой массовой замены никелевых монет на аналоги из других металлов. Подготовка оказалось нужной и своевременной. Вскоре после вступления в войну Франции и Великобритании в 1939 году, была прекращена чеканка денег довоенного образца. С 1940 года в оборот поступили низкопробные монеты из цинка и алюминия. Никелевые 50 пфеннигов и 1 марка были демонетизированы 1 августа и 1 марта 1940 года соответственно и подлежали переплавке. Этим объясняется факт относительной редкости никелевых 50 пфеннигов 1938—1939 годов.
| Аверс | Реверс | Номинал      | Диаметр, мм | Вес, г | Гурт        | Металл                     | Годы чеканки | Тираж                  | Демонетизация                                                                                        |
| ----- | ------ | ------------ | ----------- | ------ | ----------- | -------------------------- | ------------ | ---------------------- | --- |
|       |        | 1 пфенниг    | 17,5        | 2,0    | гладкий     | 0,950 Cu, 0,04 Sn, 0,01 Zn | 1936—1940    | Суммарно — 489 074 357 | 01.03.1942                                                                                           |
|       |        | 2 пфеннига   | 20          | 3,333  | гладкий     | 0,950 Cu, 0,04 Sn, 0,01 Zn | 1936—1940    | Суммарно — 230 343 198 | 01.03.1942                                                                                           |
|       |        | 5 пфеннигов  | 18          | 2,5    | 84 насечки  | 0,915 Cu, 0,085 Al         | 1936—1939    | Суммарно — 233 756 944 | Саар — 15.01.1948 ФРГ — 1.09.1948 Западный Берлин — 20.03.1949 ГДР — 03.04.1949 Австрия — 01.10.1950 |
|       |        | 10 пфеннигов | 21          | 4      | 90 насечек  | 0,915 Cu, 0,085 Al         | 1936—1939    | Суммарно — 280 758 191 | Саар — 15.01.1948 ФРГ — 1.09.1949 Западный Берлин — 20.03.1949 ГДР — 03.04.1949 Австрия — 01.02.1949 |
|       |        | 50 пфеннигов | 22,5        | 1,333  | 72 насечки  | Al                         | 1935         | Суммарно — 140 057 594 | Саар — 15.01.1948 ФРГ — 1.09.1949 Западный Берлин — 14.10.1948 ГДР — 01.11.1948 Австрия — 24.12.1947 |
|       |        | 50 пфеннигов | 20          | 3,5    | 126 насечек | Ni                         | 1938—1939    | Суммарно — 40 200 331  | 01.08.1940                                                                                           |
|       |        | 1 марка      | 23          | 4,8    | Арабески    | Ni                         | 1933—1939    | Суммарно — 436 394 269 | 01.03.1940                                                                                           |

### Памятные монеты
В нацистской Германии количество монетных типов, посвящённых тому или иному событию, в отличие от Веймарской республики, было крайне небольшим. Их выпуск осуществлялся лишь в первые годы прихода Гитлера к власти. 26 августа 1941 года в связи с началом активных военных действий министерство финансов предписало государственным финансовым учреждениям и банкам изымать из оборота отчеканенные ранее монеты из серебра, включая памятные.
Первыми памятными монетами стали 2 и 5 марок, посвящённые 450-летию рождения инициатора Реформации Мартина Лютера. Их особенностью стало использование в надписи шрифта фрактуры вместо ранее используемой антиквы. При этом буквы на гурте были выполнены привычной для гравёров антиквой. Сама же гуртовая надпись представляет собой первую строку евангельского гимна Господь наш меч, написанного Лютером в 1529 году.
| Аверс | Реверс | Номинал | Диаметр | Вес, г общий/чистого серебра | Гурт                                                 | Металл             | Годы чеканки | Тираж                | Демонетизация |
| ----- | ------ | ------- | ------- | ---------------------------- | ---------------------------------------------------- | ------------------ | ------------ | -------------------- | ------------- |
|       |        | 2 марки | 25 мм   | 8,0/5,0                      | EIN FESTE BURG IST UNSER GOTT (рус. Господь наш меч) | 0,625 Ag, 0,375 Cu | 1933         | Суммарно — 1 000 100 | 26.08.1941    |
|       |        | 5 марок | 29 мм   | 13,889/12,5                  | EIN FESTE BURG IST UNSER GOTT (рус. Господь наш меч) | 0,900 Ag, 0,100 Cu | 1933         | Суммарно — 200 000   | 26.08.1941    |

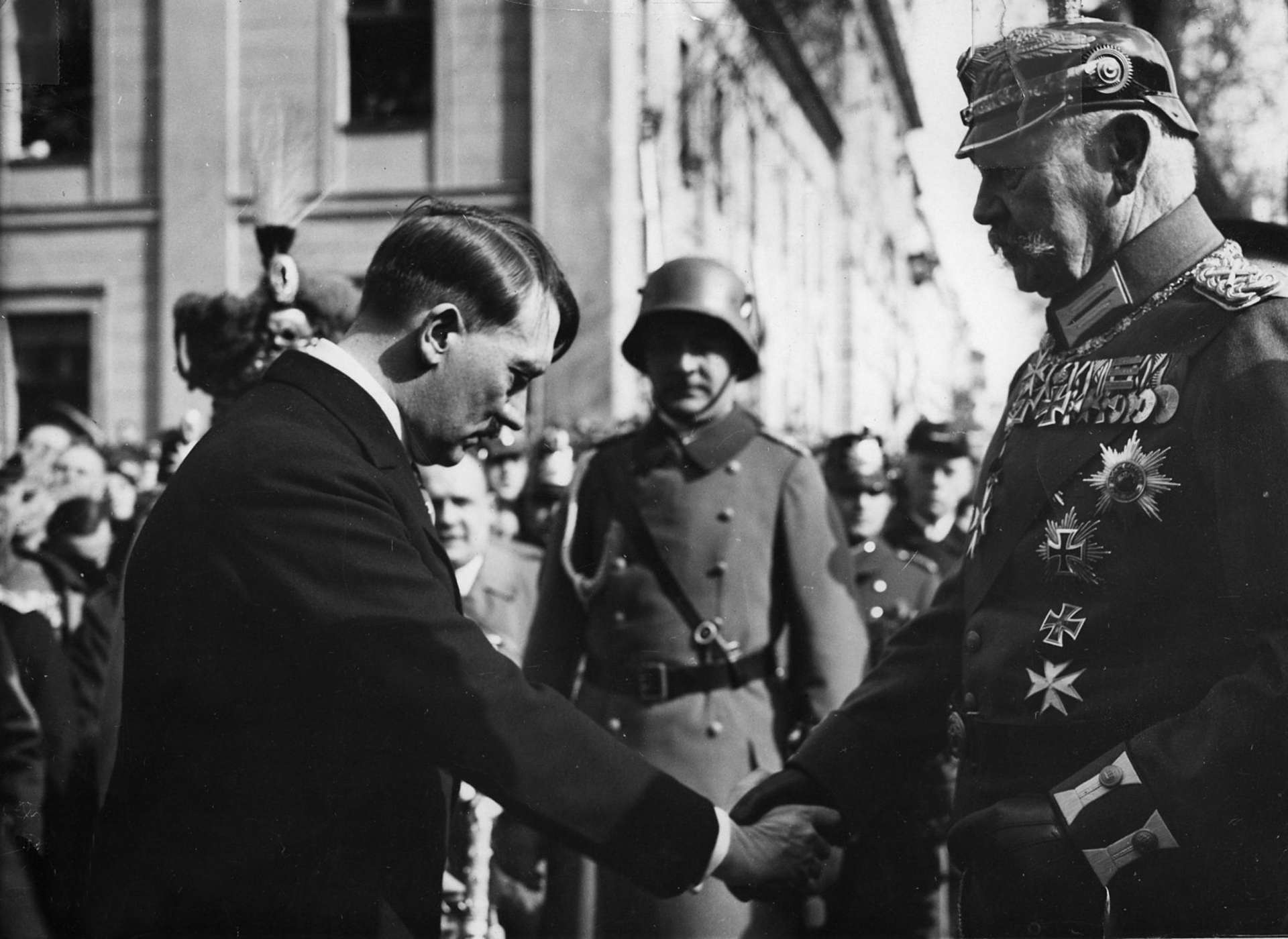
Символическое рукопожатие перед гарнизонной церковью

В 1934 году были выпущены в обиход монеты номиналом в 2 и 5 марок в честь годовщины прихода Гитлера к власти. Они несли в себе также ряд пропагандистских символов. Так, на её аверсе была изображена гарнизонная церковь, в которой был захоронен один из кумиров нового канцлера — король Фридрих II. Именно в этой церкви 21 марта 1933 года состоялось приведение к присяге лидера национал-социалистов, а также перед ней произошло символическое его рукопожатие с президентом Гинденбургом.
На аверсе монеты, кроме самой Гарнизонной церкви, по сторонам от неё, указана дата этого события, т. н. дня Потсдама — «21. März 1933». При этом год «1933», расположенный в правой части, ограничен свастиками. Данная памятная монета стала первой, на которой появился символ пришедшей к власти в Германии Национал-социалистической партии — свастика. Две свастики также были помещены и на реверсе.
Существует 2 монетных типа 5 марок с изображением Гарнизонной церкви — с указанием даты «21. März 1933» и без.
| Аверс | Реверс | Номинал | Диаметр | Вес, г общий/чистого серебра | Гурт                                                                     | Металл             | Годы чеканки | Тираж                 | Демонетизация |
| ----- | ------ | ------- | ------- | ---------------------------- | ------------------------------------------------------------------------ | ------------------ | ------------ | --------------------- | ------------- |
|       |        | 2 марки | 25 мм   | 8,0/5,0                      | GEMEINNUTZ GEHT VOR EIGENNUTZ (рус. Общее благо выше собственного блага) | 0,625 Ag, 0,375 Cu | 1934         | Суммарно — 5 000 000  | 26.08.1941    |
|       |        | 5 марок | 29 мм   | 13,889/12,5                  | GEMEINNUTZ GEHT VOR EIGENNUTZ (рус. Общее благо выше собственного блага) | 0,900 Ag, 0,100 Cu | 1934         | Суммарно — 4 000 400  | 26.08.1941    |
|       |        | 5 марок | 29 мм   | 13,889/12,5                  | GEMEINNUTZ GEHT VOR EIGENNUTZ (рус. Общее благо выше собственного блага) | 0,900 Ag, 0,100 Cu | 1934—1935    | Суммарно — 70 000 000 | 26.08.1941    |

Самыми редкими монетами нацистской Германии являются отчеканенные в честь 175-летия со дня рождения немецкого поэта Ф. Шиллера 2 и 5 марок. В отличие от других монет, выпускавшихся на всех монетных дворах страны, тираж данных был произведён в столице исторической области Германии Вюртемберга Штутгарте. Именно в этой области вырос и провёл большую часть своей жизни Ф. Шиллер.
Монета содержит изображение поэта, полукруговые надписи «Friedrich Schiller» и «1759 — 1934» на аверсе. На гурте расположена цитата из самого известного произведения Шиллера «Вильгельм Телль» «ANS VATERLAND ANS TEURE SCHLIEß DICH AN», что дословно означает «Прильни к дорогой родине». Всё выражение в литературном переводе звучит как:
Всем сердцем к родине своей прильни,

В любви к ней будь и твёрд и постоянен.

Здесь мощный корень сил твоих таится,

А на чужбине будешь одинок —

Сухой тростник, что свежий ветер сломит.
| Аверс | Реверс | Номинал | Диаметр | Вес, г общий/чистого серебра | Гурт                                    | Металл             | Годы чеканки | Тираж            | Демонетизация |
| ----- | ------ | ------- | ------- | ---------------------------- | --------------------------------------- | ------------------ | ------------ | ---------------- | ------------- |
|       |        | 2 марки | 25 мм   | 8,0/5,0                      | ANS VATERLAND ANS TEURE SCHLIEß DICH AN | 0,625 Ag, 0,375 Cu | 1934         | 1934 F — 300 000 | 26.08.1941    |
|       |        | 5 марок | 29 мм   | 13,889/12,5                  | ANS VATERLAND ANS TEURE SCHLIEß DICH AN | 0,900 Ag, 0,100 Cu | 1934         | 1934 F — 100 000 | 26.08.1941    |

После смерти президента Пауля фон Гинденбурга в память о генерал-фельдмаршале в оборот поступили серебряные монеты достоинством 2 и 5 марок. По своей сути они представляли собой памятные монеты, однако в связи с отсутствием новых подобных монет, их продолжали чеканить вплоть до начала II мировой войны. В 1940 году были созданы пробные монеты с изображением Гитлера. Однако их выпуск был отложен до победы в войне, и в оборот они не поступили.
| Аверс | Реверс | Номинал | Диаметр | Вес, г общий/чистого серебра | Гурт                                                                     | Металл             | Годы чеканки | Тираж                  | Демонетизация |
| ----- | ------ | ------- | ------- | ---------------------------- | ------------------------------------------------------------------------ | ------------------ | ------------ | ---------------------- | ------------- |
|       |        | 2 марки | 25      | 8,0                          | GEMEINNUTZ GEHT VOR EIGENNUTZ (рус. Общее благо выше собственного блага) | 0,625 Ag, 0,375 Cu | 1936—1939    | Суммарно — 129 304 279 | 26.08.1941    |
|       |        | 5 марок | 29      | 13,889                       | GEMEINNUTZ GEHT VOR EIGENNUTZ (рус. Общее благо выше собственного блага) | 0,9 Ag, 0,1 Cu     | 1935—1936    | Суммарно — 91 082 400  | 26.08.1941    |
|       |        | 5 марок | 29      | 13,889                       | GEMEINNUTZ GEHT VOR EIGENNUTZ (рус. Общее благо выше собственного блага) | 0,9 Ag, 0,1 Cu     | 1936—1939    | Суммарно — 52 516 547  | 26.08.1941    |

## Монеты периода Второй мировой войны
С началом Второй мировой войны стали выпускать монеты из цинка и алюминия. Из-за своего состава они подвергались быстрой порче, появлению на их поверхности окислов. Довоенные монетные типы из неблагородных металлов постепенно изымались из оборота, а серебряные вообще демонетизированы, то есть перестали выполнять роль законного платёжного средства.
После поражения нацистской Германии во Второй мировой войне на его территории возникло несколько государств и государственных образований. Так, только из населённых преимущественно немецкоговорящим населением государств на политической карте Европы появились Саар, ФРГ, ГДР (включая Восточный Берлин), Западный Берлин и Австрия. На каждой из территорий рейхсмарка некогда была основным законным платёжным средством. Учитывая различие государственных институтов в каждой из них, в различных областях бывшего рейха одни и те же монетные типы утратили статус законного платёжного средства в различное время. В Австрии обменный курс был установлен в 7 грошей за 1 рейхспфенниг. Монета номиналом в 1 пфенниг вообще не была официально демонетизирована вплоть до введения евро.
Кроме указанных государств, часть территорий нацистской Германии отошла к другим государствам. Так в Польше рейхсмарки официально утратили статус законного платёжного средства 28 февраля 1945 года и подлежали обмену по курсу 2 рейхсмарки за 1 польский злотый.
| Аверс | Реверс | Номинал      | Диаметр, мм | Вес, г | Гурт       | Металл | Годы чеканки | Тираж                    | Демонетизация |
| ----- | ------ | ------------ | ----------- | ------ | ---------- | ------ | ------------ | ------------------------ | --- |
|       |        | 1 пфенниг    | 17          | 1,8    | гладкий    | Zn     | 1940—1944    | Суммарно — 3 319 554 019 | Саар — 15.01.1948 ФРГ — 1.09.1948 Западный Берлин — 20.03.1949 ГДР — 01.04.1950 Австрия — вплоть до введения евро |
|       |        | 5 пфеннигов  | 19          | 2,5    | 60 насечек | Zn     | 1940—1944    | Суммарно — 1 310 131 857 | Саар — 15.01.1948 ФРГ — 1.09.1948 Западный Берлин — 20.03.1949 ГДР — 03.04.1949 Австрия — 01.10.1950              |
|       |        | 10 пфеннигов | 21          | 3,5    | гладкий    | Zn     | 1940—1945    | Суммарно — 1 793 096 980 | Саар — 15.01.1948 ФРГ — 1.09.1949 Западный Берлин — 20.03.1949 ГДР — 03.04.1949 Австрия — 01.02.1949              |
|       |        | 50 пфеннигов | 22,5        | 1,333  | 72 насечки | Al     | 1939—1944    | Суммарно — 275 499 468   | Саар — 15.01.1948 ФРГ — 1.09.1949 Западный Берлин — 14.10.1948 ГДР — 01.11.1948 Австрия — 24.12.1947              |

## Монеты для оккупированных территорий
Руководством нацистской Германии перед началом войны была разработана программа по снабжению военных на захваченных территориях. Она предусматривала создание имперских кредитных касс, которые бы обладали правом эмиссии собственных денежных знаков. На них возлагалась задача выпуска денег, которые бы циркулировали на оккупированных территориях вместе с национальными валютами.
Постановление об имперских кредитных кассах было принято 3 мая 1940 года незадолго до начала наступления немецких войск на Францию. Новые учреждения были непосредственно подконтрольны центральному банку нацистской Германии. Для их контроля было создано Главное управление имперских кредитных касс во главе с директором рейхсбанка.
Имперские кредитные кассы начали выпуск оккупационных марок. Они были обязательны к приёму в завоёванных странах, но при этом не являлись законным платёжным средством в самой Германии. Кроме банкнот, были отчеканены относительно небольшие тиражи цинковых монет номиналом в 5 и 10 пфеннигов. Так как выпуск монет осуществлялся только в 1940 и 1941 годах, то они некоторое время циркулировали лишь на занятых до 1942 года территориях. При чеканке этих, действительных только для оккупационных земель денежных знаков, был использован подход характерный для колониальных платёжных средств. В центре располагалось отверстие, что не давало возможность спутать монету для рейха и монету для оккупированной территории.
Кроме оккупационной рейхсмарки в марионеточных государственных образованиях, таких как протекторат Богемии и Моравии и генерал-губернаторстве были введены собственные денежные единицы — крона Богемии и Моравии и злотый Эмиссионного банка в Польше. Их производные гроши и геллеры выпускались в виде монет. Также в 1941 году была отчеканена монета достоинством в 1 крону.
| Аверс | Реверс | Номинал           | Диаметр, мм | Вес, г | Гурт    | Металл | Годы чеканки | Тираж                 | Демонетизация |
| ----- | ------ | ----------------- | ----------- | ------ | ------- | ------ | ------------ | --------------------- | ------------- |
|       |        | 5 рейхспфеннигов  | 19          | 2,5    | гладкий | Zn     | 1940—1941    | Суммарно — 39 852 624 | н/д           |
|       |        | 10 рейхспфеннигов | 21          | 3,33   | гладкий | Zn     | 1940—1941    | Суммарно — 22 669 913 | н/д           |

## Монеты для гетто
Из многочисленных мест заточения в нацистской Германии системы лагерных денег имелись в нескольких десятках гетто, концентрационных и трудовых лагерей. Введение денег для гетто решало сразу несколько задач:
1. Усложнение побегов. Так как данные денежные знаки циркулировали только в гетто, сбежавший не смог бы использовать их во внешнем мире
2. Метод субсидирования потребностей гетто или концентрационного лагеря
3. Изоляция интернированных, у которых не было доступа к «реальным деньгам». Таким образом осуществлялась их изоляция от внешнего мира
4. Премирование и поощрение за сверхнормативный труд[43]

В большинстве гетто и концентрационных лагерей лагерные деньги представляли собой банкноты. Только для лодзинского гетто в 1943 году было отчеканено несколько номиналов в 10 пфеннигов, 5, 10 и 20 марок.
Изначально жители лодзинского гетто ощутили нехватку денежных знаков небольших номиналов. Первой монетой, которая была создана специально для данного гетто, стали алюминиево-магниевые 10 пфеннигов 1942 года. Однако в оборот они не попали, а остались в качестве пробных экземпляров. Их забраковали в связи с внешним сходством с обычными монетами нацистской Германии. Следующая серия 10 пфеннигов, хоть и была отчеканена стотысячным тиражом, быстро вышла из оборота, так как инфляция сделала их неактуальным платёжным средством.
Кроме 10 пфеннигов, существуют 2 монетных типа 5 марок лодзинского гетто (из алюминиево-магниевого сплава и из алюминия), 3 типа 10 марок (два из алюминия и один из алюминиево-магниевого сплава) и один тип алюминиевых 20 марок.
| Аверс | Реверс | Номинал      | Диаметр | Вес  | Гурт    | Металл | Годы чеканки | Тираж      |
| ----- | ------ | ------------ | ------- | ---- | ------- | ------ | ------------ | ---------- |
|       |        | 10 пфеннигов | 21,2    | 0,94 | гладкий | Al—Mg  | 1942         |            |
|       |        | 10 пфеннигов | 19,1    | 0,76 | гладкий | Al—Mg  | 1942         | 100 000    |
|       |        | 5 марок      | 22,5    | 1,57 | гладкий | Al     | 1943         | 32 000 000 |
|       |        | 5 марок      | 22,7    | 1,03 | гладкий | Al—Mg  | 1943         | 32 000 000 |
|       |        | 10 марок     | 28,3    | 2,6  | гладкий | Al     | 1943         | 100 000    |
|       |        | 10 марок     | 28,3    | 3,4  | гладкий | Al     | 1943         | 100 000    |
|       |        | 10 марок     | 28,3    | 3,4  | гладкий | Al—Mg  | 1943         | 100 000    |
|       |        | 20 марок     | 33,45   | 6,98 | гладкий | Al     | 1943         | 600        |

## Монеты периода оккупации Германии союзниками
После окончания существования нацистской Германии оккупационные администрации стран-победителей столкнулись с целым рядом проблем. Одной из них было обеспечение и восстановление разрушенной экономики. В занятых областях ощущалась нехватка разменных денег небольшого номинала. Это привело к тому, что на монетных дворах стали чеканить монеты достоинством в 1, 5 и 10 пфеннигов. Они полностью соответствовали своим аналогам 1940—1945 годов, включая надпись «DEUTSCHES REICH», за исключением герба. Свастика с новых монет было убрана. Данные монетные типы выпускались вплоть до 1948 года.
| Аверс | Реверс | Номинал      | Диаметр, мм | Вес, г | Гурт       | Металл | Годы чеканки | Тираж                          | Демонетизация                                                                   |
| ----- | ------ | ------------ | ----------- | ------ | ---------- | ------ | ------------ | ------------------------------ | ------------------------------------------------------------------------------- |
|       |        | 1 пфенниг    | 17          | 1,8    | гладкий    | Zn     | 1945—1946    | Суммарно — 6 116 791           | Саар — 15.01.1948 ФРГ — 1.09.1948 Западный Берлин — 20.03.1949 ГДР — 01.04.1950 |
|       |        | 5 пфеннигов  | 19          | 2,5    | 60 насечек | Zn     | 1947—1948    | Суммарно — не менее 24 194 000 | Саар — 15.01.1948 ФРГ — 1.09.1948 Западный Берлин — 20.03.1949 ГДР — 03.04.1949 |
|       |        | 10 пфеннигов | 21          | 3,5    | гладкий    | Zn     | 1945—1948    | Суммарно — не менее 34 760 000 | Саар — 15.01.1948 ФРГ — 1.09.1949 Западный Берлин — 20.03.1949 ГДР — 03.04.1949 |

## Монетные дворы
Изначально монеты в нацистской Германии чеканились на 6 монетных дворах в Берлине, Мюнхене, Мульденхюттене, Штутгарте, Карлсруэ и Гамбурге. После аншлюса Австрии в 1938 году выпуск монет начался и в Вене. О происхождении той или иной монеты свидетельствует знак монетного двора — небольшая буква, расположенная на аверсе или реверсе. Из-за различных тиражей стоимость одинаковых монет одного и того же года, отчеканенных на разных монетных дворах, может отличаться на порядки. В 1943 году во время бомбардировки Гамбурга местный монетный двор был практически полностью разрушен. В связи с этим выпуск на нём в 1944—1945 годах не проводился. Он был отстроен лишь к 1948 году. В 1945 году чеканка монет была практически прекращена. Относительно небольшие тиражи были выпущены лишь в Берлине и расположенном недалеко от Дрездена Мульденхюттене.
| Знак | Монетный двор                |
| ---- | ---------------------------- |
| А    | Берлинский монетный двор     |
| В    | Венский монетный двор        |
| D    | Баварский монетный двор      |
| E    | Монетный двор Мульденхюттена |
| F    | Монетный двор Штутгарта      |
| G    | Монетный двор Карлсруэ       |
| J    | Монетный двор Гамбурга       |

## Комментарии
1. ↑  Тираж 1 пфеннига по годам (1933—1936) и монетным дворам: 1933 A — 37 845 645, 1933 E[нем.] — 2 944 568, 1933 F[нем.] — 5 023 160, 1934 A — 51 213 728, 1934 D[нем.] — 7 408 587, 1934 E[нем.] — 4 627 932, 1934 F[нем.] — 5 667 151, 1934 G — 2 450 000, 1934 J — 4 270 650, 1935 A — 35 894 038, 1935 D[нем.] — 15 489 698, 1935 E[нем.] — 8 351 000, 1935 F[нем.] — 12 094 068, 1935 G — 7 454 222, 1935 J — 8 505 098, 1936 A — 50 948 962, 1936 D[нем.] — 12 261 715, 1936 E[нем.] — 2 576 000, 1936 F[нем.] — 6 914 532, 1936 G — 2 940 413, 1936 J — 5 421 000
2. ↑  Тираж 2 пфеннигов (1936) по монетным дворам: 1936 A — 3 220 045, 1936 D[нем.] — 6 525 000, 1936 E[нем.] — 572 750, 1936 F[нем.] — 3 100 000
3. ↑  Тираж 5 пфеннигов (1935—1936) по монетным дворам: 1935 A — 19 178 219, 1935 D[нем.] — 5 480 249, 1935 E[нем.] — 2 383 800, 1935 F[нем.] — 4 585 428, 1935 G — 2 652 048, 1935 J — 2 614 400, 1936 A — 36 992 383, 1935 D[нем.] — 8 108 128, 1935 E[нем.] — 2 980 800, 1935 F[нем.] — 6 643 170, 1935 G — 2 273 773, 1935 J — 4 469 944
4. ↑  Тираж 10 пфеннигов (1933—1936) по монетным дворам: 1933 A — 1 349 197, 1933 G — 1 046 000, 1933 J — 1 634 000, 1934 A — 3 199 581, 1934 D[нем.] — 1 252 080, 1934 E[нем.] — указан совместно с тиражом 1935 E[нем.], 1934 F[нем.] — 100 000, 1934 G — 150 000, 1935 A — 35 889 733, 1935 D[нем.] — 8 959 712, 1935 E[нем.] — 5 965 932, 1935 F[нем.] — 7 944 426, 1935 G — 4 847 483, 1935 J — 8 994 811
5. ↑  Тираж 50 пфеннигов (1933—1938) по монетным дворам: 1933 G — 332 720, 1933 J — 654 359, 1935 A — 6 389 828, 1935 D[нем.] — 2 812 000, 1935 E[нем.] — 745 100, 1935 F[нем.] — 2 005 791, 1935 G — 650 145, 1935 J — 1 634 597, 1936 A — 7 696 012, 1936 D[нем.] — 843 600, 1936 E[нем.] — 1 190 174, 1936 F[нем.] — 601 573, 1936 G — 935 883, 1936 J — 490 200, 1937 A — 10 841 546, 1937 D[нем.] — 2 814 000, 1937 F[нем.] — 1 700 000, 1937 J — 300 200, 1938 E[нем.] — 1 200 000, 1938 G — 1 298 831, 1938 J — 1 333 349
6. ↑  Тираж 1 пфеннига по годам (1936—1940) и монетным дворам: 1936—1937 A — 67 180 396, 1936—1937 D — 14 060 000, 1936 E — 150 000, 1936—1937 °F — 11 058 467, 1936—1937 G — 4 250 104, 1936—1937 J — 6 713 525, 1937 E — 10 700 000, 1938 A — 75 707 447, 1938 B — 2 378 000, 1938 D — 13 930 000, 1938 E — 14 502 500, 1938 °F — 11 714 409, 1938 G — 8 390 000, 1938 J — 15 458 353, 1939 A — 97 540 639, 1939 B — 22 732 400, 1939 D — 20 760 000, 1939 E — 12 477 600, 1939 °F — 12 482 484, 1939 G — 12 250 000, 1939 J — 8 368 230, 1940 A — 27 094 471, 1940 °F — 7 850 000, 1940 G — 3 875 332, 1940 J — 7 450 000
7. ↑  Тираж 2 пфеннигов по годам (1936—1940) и монетным дворам: 1936—1937 A — 34 403 593, 1936—1937 D — 9 016 000, 1936—1937 °F — 7 486 972, 1937—1938 E — 5 450 000, 1937 G — 490 000, 1937 J — 450 000, 1938 A — 27 264 163, 1938 B — 2 714 000, 1938 D — 8 770 000, 1938 °F — 10 089 650, 1938 G — 3 685 000, 1938 J — 7 242 776, 1939 A — 37 348 377, 1939 B — 9 360 740, 1939 D — 7 555 000, 1939 E — 6 650 350, 1939 °F — 7 019 087, 1939 G — 4 885 000, 1939 J — 6 995 892, 1940 A — 22 681 300, 1940 D — 3 855 000, 1940 E — 3 412 000, 1940 G — 1 161 275, 1940 J — 2 357 023
8. ↑  Тираж 5 пфеннигов по годам (1936—1939) и монетным дворам: 1936—1937 A — 29 699 953, 1936—1937 D — 4 991 623, 1936—1937 G — 2 749 008, 1937 E — 4 474 400, 1937 °F — 2 091 571, 1937 J — 6 990 686, 1938 A — 54 012 158, 1938 B — 3 447 300, 1938 D — 17 708 000, 1938 E — 8 601 500, 1938 °F — 8 147 143, 1938 G — 7 323 078, 1938 J — 7 646 461, 1939 A — 35 336 559, 1939 B — 8 312 900, 1939 D — 8 304 000, 1939 E — 5 138 440, 1939 °F — 10 338 770, 1939 G — 4 266 394, 1939 J — 4 177 000
9. ↑  Тираж 10 пфеннигов по годам (1936—1939) и монетным дворам: 1936—1937 A — 36 830 442, 1936 E — 245 000, 1936 G — 128 503, 1937 D — 6 882 000, 1937 E — 3 785 740, 1937 °F — 5 934 490, 1937 G — 2 131 475, 1937 J — 4 439 429, 1938 A — 70 068 396, 1938 B — 7 852 083, 1938 D — 16 990 241, 1938 E — 10 738 700, 1938 °F — 12 306 908, 1938 G — 8 583 983, 1938 J — 10 388 883, 1939 A — 41 170 780, 1939 B — 7 813 867, 1938 D — 11 306 759, 1939 E — 5 078 600, 1939 °F — 6 993 039, 1939 G — 5 531 806, 1939 J — 5 557 067
10. ↑  Тираж 50 пфеннигов 1935 года по монетным дворам: 1935 A — 75 911 893, 1935 D — 19 688 000, 1935 E — 10 418 400, 1935 °F — 14 061 301, 1935 G — 8 540 000, 1935 J — 11 438 000
11. ↑  Тираж 50 пфеннигов (1938—1939) по годам и монетным дворам: 1938 A — 5 051 180, 1938 B — 1 124 302, 1938 D — 1 260 000, 1938 E — 949 280, 1938 °F — 1 210 113, 1938 G — 460 006, 1938 J — 730 430, 1939 A — 15 036 735, 1939 B — 2 826 184, 1939 D — 3 648 000, 1939 E — 1 923 822, 1939 °F — 2 602 077, 1939 G — 1 564 517, 1939 J — 2 113 685
12. ↑  Тираж 1 марки (1933—1939) по годам и монетным дворам: 1933 A — 6 030 127, 1933 D[нем.] — 4 561 848, 1933 E[нем.] — 3 500 000, 1933 F[нем.] — 1 400 000, 1933 G — 2 000 000, 1934 A — 52 344 995, 1934 D[нем.] — 30 597 152, 1934 E[нем.] — 15 135 450, 1934 F[нем.] — 23 671 811, 1934 G — 13 251 940, 1934 J — 16 820 000, 1935 A — 57 896 085, 1935 J — 3 620 827, 1936 A — 20 286 704, 1936 D[нем.] — 4 940 163, 1936 E[нем.] — 3 200 000, 1936 F[нем.] — 2 075 000, 1936 G — 620 000, 1936 J — 2 975 000, 1937 A — 49 976 359, 1937 D[нем.] — 10 528 837, 1937 E[нем.] — 2 926 600, 1937 F[нем.] — 6 221 044, 1937—1938 G — 6 093 116, 1937 J — 4 720 540, 1938 A — 9 829 077, 1938 E[нем.] — 2 072 750, 1938 F[нем.] — 2 738 623, 1938 J — 1 295 714, 1939 A — 52 150 117, 1939 B — 9 836 458, 1939 D[нем.] — 12 522 040, 1939 E[нем.] — 6 569 880, 1939 F[нем.] — 10 032 928, 1939 G — 5 475 255, 1939 J — 8 477 829
13. ↑  Тираж 2 марок с изображением Лютера по монетным дворам: 1933 A — 541 900, 1933 D[нем.] — 140 600, 1933 E[нем.] — 74 500, 1933 F[нем.] — 100 300, 1933 G — 61 100, 1933 J — 81 700
14. ↑  Тираж 5 марок с изображением Лютера по монетным дворам: 1933 A — 108 380, 1933 D[нем.] — 28 120, 1933E[нем.] — 14 900, 1933 F[нем.] — 20 060, 1933 G — 12 200, 1933 J — 16 340
15. ↑  Тираж 2 марок с изображением гарнизонной церкви по монетным дворам: 1934 A — 2 709 500, 1934 D[нем.] — 703 000, 1934 E[нем.] — 372 500, 1934 F[нем.] — 501 500, 1934 G — 305 000, 1934 J — 408 500
16. ↑  Тираж 5 марок с изображением гарнизонной церкви по монетным дворам: 1934 A — 2 167 600, 1934 D[нем.] — 562 400, 1934 E[нем.] — 298 400, 1934 F[нем.] — 401 200, 1934 G — 244 000, 1934 J — 326 800
17. ↑  Тираж 5 марок с изображением гарнизонной церкви по монетным дворам: 1934 A — 14 526 001, 1934 D[нем.] — 6 302 605, 1934 E[нем.] — 2 739 000, 1934 F[нем.] — 4 844 000, 1934 G — 2 304 000, 1934 J — 4 294 000, 1935 A — 23 406 999, 1935 D[нем.] — 3 539 395, 1935 E[нем.] — 2 476 000, 1935 F[нем.] — 2 177 000, 1935 G — 1 966 000, 1935 J — 1 425 000
18. ↑  Тираж 2 марок (1936—1939) по годам и монетным дворам: 1936 D[нем.] — 840 000, 1936—1937 E[нем.] — 3 725 000, 1936—1937 G — 1 912 500, 1936—1937 J — 2 306 410, 1937 A — 23 424 549, 1937 D[нем.] — 6 190 000, 1937 F[нем.] — 5 015 000, 1938 A — 13 201 040, 1938 B — 13 163 000, 1938 D[нем.] — 3 711 380, 1938 E[нем.] — 4 730 750, 1938 F[нем.] — 1 882 190, 1938 G — 2 312 800, 1938 J — 2 306 410, 1939 A — 26 855 061, 1939 B — 3 521 500, 1939 D[нем.] — 5 356 500, 1939 E[нем.] — 250 825, 1939 F[нем.] — 3 179 914, 1939 G — 2 305 425, 1939 J — 3 414 025
19. ↑  Тираж 5 марок (1935—1936) по годам и монетным дворам: 1935 A — 19 324 843, 1935 D[нем.] — 6 596 000, 1935 E[нем.] — 3 260 000, 1935 F[нем.] — 4 372 000, 1935 G — 2 370 600, 1935 J — 2 830 200, 1936 A — 30 611 157, 1936 D[нем.] — 7 032 000, 1935 E[нем.] — 3 320 000, 1935 F[нем.] — 4 926 000, 1935 G — 2 734 400, 1935 J — 3 705 800
20. ↑  Тираж 5 марок (1936—1939) по годам и монетным дворам: 1936 A — 8 429 999, 1936 D[нем.] — 1 872 000, 1936 E[нем.] — 870 000, 1936 F[нем.] — 1 732 000, 1936 G — 743 400, 1936 J — 640 000, 1937 A — 6 662 001, 1937 D[нем.] — 2 173 420, 1937 E[нем.] — 1 490 000, 1937 F[нем.] — 1 577 710, 1937 G — 1 471 600, 1937 J — 2 191 400, 1938 A — 6 788 830, 1938 D[нем.] — 1 304 000, 1938 E[нем.] — 424 650, 1938 F[нем.] — 740 000, 1938 G — 860 700, 1938 J — 1 302 290, 1939 A — 3 427 547, 1939 B — 1 942 000, 1939 D[нем.] — 1 216 000, 1939 E[нем.] — 1 320 000, 1939F[нем.] — 1 060 000, 1939 G — 567 000, 1939 J — 1 710 000
21. ↑  Тираж 1 пфеннига (1940—1945) по монетным дворам: 1940 A — 223 947 561, 1940 B — 62 197 700, 1940 D — 43 951 000, 1940 E — 20 749 200, 1940 °F — 33 854 362, 1940 G — 20 164 957, 1940 J — 24 458 908, 1941 A — 281 618 125, 1941 B — 62 284 900, 1941 D — 73 745 000, 1941 E — 49 040 800, 1941 °F — 51 016 929, 1941 G — 44 809 988, 1941 J — 57 624 805, 1942 A — 558 877 269, 1942 B — 124 740 000, 1942 D — 134 145 000, 1942 E — 84 673 500, 1942 °F — 90 788 233, 1942 G — 59 857 744, 1942 J — 122 933 510, 1943 A — 372 401 495, 1943 B — 79 315 340, 1943 D — 91 629 000, 1943 E — 34 190 900, 1943 °F — 70 268 919, 1943 G — 24 688 109, 1943 J — 37 694 967, 1944 A — 124 420 577, 1944 B — 87 850 310, 1944 D — 55 395 000, 1944 E — 41 728 800, 1944 °F — 15 579 706, 1944 G — 34 968 815, 1945 A — 17 144 590, 1945 E — 6 800 000
22. ↑  Тираж 5 пфеннигов (1940—1944) по годам и монетным дворам: 1940 A — 174 684 244, 1940 B — 63 468 620, 1940 D — 44 364 000, 1940 E — 25 800 000, 1940 °F — 31 381 162, 1940 G — 24 147 563, 1940 J — 30 518 415, 1941 A — 246 215 852, 1941 B — 59 296 700, 1941 D — 51 100 000, 1941 E — 26 353 840, 1941 °F — 36 724 788, 1941 G — 21 275 662, 1941 J — 52 871 914, 1942 A — 161 042 035, 1942 B — 12 405 000, 1942 D — 15 486 000, 1942 E — 8 800 000, 1942 °F — 24 662 224, 1942 G — 12 749 125, 1943 A — 46 829 689, 1943 B — 838 200, 1943 D — 13 650 000, 1943 E — 16 581 400, 1943 °F — 9 891 372, 1943 G — 7 237 315, 1944 A — 23 698 734, 1944 D — 26 340 000, 1944 E — 21 324 136, 1944 °F — 6 853 434, 1944 G — 3 540 423
23. ↑  Тираж 10 пфеннигов (1940—1945) по годам и монетным дворам: 1940 A — 212 947 789, 1940 B — 76 273 890, 1940 D — 45 434 000, 1940 E — 34 349 650, 1940 °F — 27 603 404, 1940 G — 27 307 609, 1940 J — 41 678 230, 1941 A — 240 283 804, 1941 B — 70 747 430, 1941 D — 77 560 000, 1941 E — 36 548 408, 1941 °F — 27 307 609, 1941 G — 28 764 932, 1941 J — 30 524 514, 1942 A — 184 544 974, 1942 B — 16 329 460, 1942 D — 40 852 000, 1942 E — 18 333 920, 1942 °F — 32 690 303, 1942 G — 20 295 258, 1942 J — 29 957 497, 1943 A — 157 356 753, 1943 B — 11 939 710, 1943 D — 17 303 800, 1943 E — 10 445 030, 1943 °F — 24 803 893, 1943 G — 3 618 365, 1943 J — 1 821 396, 1944 A — 84 163 871, 1944 B — 40 780 850, 1944 D — 30 369 000, 1944 E — 29 962 612, 1944 °F — 19 638 810, 1944 G — 13 022 878, 1945 A — 7 112 008, 1945 E — 4 897 400
24. ↑  Тираж 50 пфеннигов (1939—1944) по годам и монетным дворам: 1939 A — 5 000 000, 1939 B — 5 482 000, 1939 D — 600 000, 1939 E — 2 000 000, 1939 °F — 3 600 000, 1939 G — 560 000, 1939 J — 1 000 000, 1940 A — 56 127 946, 1940 B — 10 016 086, 1940 D — 13 800 000, 1940 E — 5 617 600, 1940 °F — 6 662 634, 1940 G — 5 615 611, 1940 J — 7 335 048, 1941 A — 31 262 834, 1941 B — 4 291 130, 1941 D — 7 200 000, 1941 E — 3 805 720, 1941 °F — 5 127 810, 1941 G — 3 090 835, 1941 J — 4 165 305, 1942 A — 1 579 9601, 1942 B — 2 875 500, 1942 D — 2 247 430, 1942 E — 3 810 480, 1942 °F — 5 132 756, 1942 G — 1 400 000, 1943 A — 29 325 023, 1943 B — 8 828 892, 1943 D — 5 314 600, 1943 G — 2 891 530, 1943 J — 4 166 252, 1944 B — 5 622 400, 1944 D — 4 885 500, 1944 °F — 3 738 586, 1944 G — 1 190 000
25. ↑  Тираж 5 оккупационных пфеннигов по годам и монетным дворам: 1940 A — 11 310 763
1940 B — 3 020 340
1940 D[нем.] — 7 682 000
1940 E[нем.] — 2 445 150
1940 F[нем.] — 1 798 461
1940 G — 1 247 492
1940 J — 1 678 000
1941 A — 10 670 418
1941 F[нем.] — 2 049 590
26. ↑  Тираж 10 оккупационных пфеннигов по годам и монетным дворам: 1940 A — 7 435 223
1940 B — 843 040
1940 D[нем.] — 964 000
1940 E[нем.] — 510 350
1940 F[нем.] — н/д
1940 G — 2 264 370
1940 J — 532 000
1941 A — 9 469 036
1941 F[нем.] — 651 894
27. ↑  Тираж 1 пфеннига (1945—1946) по монетным дворам: 1945 F[нем.] — 2 983 730, 1946 F[нем.] — 1 633 061, 1946 G — 1 500 000
28. ↑  Тираж 5 пфеннигов (1947—1948) по годам и монетным дворам: 1947 A — н/д, 1947 D[нем.] — 16 528 000, 1948 A — н/д, 1948 E[нем.] — 7 666 000
29. ↑  Тираж 10 пфеннигов (1945—1948) по годам и монетным дворам: 1945 F[нем.] — 5 942 000, 1946 F[нем.] — 3 738 000, 1946 G — 1 600 000, 1947 A — н/д, 1947 E[нем.] — 2 612 000, 1947 F[нем.] — 1 269 000, 1948 A — н/д, 1948 F[нем.] — 19 579 000